# Prosentoria
Prosentoria is een geslacht van Phasmatodea uit de familie Phasmatidae. De wetenschappelijke naam van dit geslacht is voor het eerst geldig gepubliceerd in 1907 door Karl Brunner-von Wattenwyl.

## Soorten
Het geslacht Prosentoria is monotypisch en omvat slechts de volgende soort:
- Prosentoria arrogans Brunner von Wattenwyl, 1907